# Espen Jørstad
Espen Uhlen Jørstad (* Mai 1988 in Levanger) ist ein professioneller norwegischer Pokerspieler.
Jørstad hat sich mit Poker bei Live-Turnieren mehr als 15 Millionen US-Dollar erspielt und ist damit der erfolgreichste norwegische Pokerspieler. Er gewann 2022 als erster Norweger die Poker-Weltmeisterschaft und sicherte sich im selben Jahr bei der World Series of Poker ein weiteres Bracelet.

## Persönliches
Jørstad stammt aus Steinkjer. Als Kind spielte er gerne Computerspiele, insbesondere das MMORPG World of Warcraft, das er zeitweise 15 Stunden am Tag spielte. Mit 18 Jahren ging er zur norwegischen Armee und diente der Luftwaffe. Der Norweger lebt in London.

## Pokerkarriere

### Werdegang
Seine erste Geldplatzierung bei einem Live-Pokerturnier erzielte Jørstad Ende März 2012 in Dublin. Mitte Dezember 2017 wurde er beim Main Event der partypoker Nordic Poker Championships in Prag Achter und erhielt erstmals ein fünfstelliges Preisgeld von 20.000 Euro. Als aufgrund der COVID-19-Pandemie die World Series of Poker Online ausgespielt wurde, erzielte der Norweger dort auf dem Onlinepokerraum GGPoker unter seinem Nickname COVFEFE-19 in den Jahren 2020 und 2021 jeweils zehn Geldplatzierungen. Dabei erhielt er seine mit Abstand höchste Auszahlung von mehr als 600.000 US-Dollar Anfang September 2021 für seinen sechsten Platz im Main Event. Im Juni 2022 war Jørstad erstmals bei der Hauptturnierserie der World Series of Poker im Bally’s Las Vegas und Paris Las Vegas in Paradise am Las Vegas Strip erfolgreich und kam bei insgesamt vier Turnieren der Variante No Limit Hold’em in die Geldränge. Dabei setzte er sich Ende Juni 2022 gemeinsam mit Patrick Leonard beim Tag-Team-Event gegen 912 andere Teams durch und erhielt ein Bracelet sowie eine geteilte Siegprämie von knapp 150.000 US-Dollar. Rund zwei Wochen später erreichte der Norweger beim Main Event der Turnierserie den Finaltisch, der am 15. und 16. Juli 2022 gespielt wurde. Er startete gemeinsam mit Matthew Su als Chipleader und entschied das Turnier letztlich im Heads-Up gegen den Australier Adrian Attenborough für sich. Jørstad sicherte sich damit sein zweites Bracelet sowie den Hauptpreis von 10 Millionen US-Dollar. Im September 2022 kam er bei zwei Turnieren der Triton Poker Series im nordzyprischen Kyrenia in die Geldränge und erhielt Preisgelder von mehr als 150.000 US-Dollar. Bei der Austragung der Turnierserie in London entschied der Norweger Ende Juli 2023 das Mystery Bounty mit einer Siegprämie von 639.000 US-Dollar für sich. Drei Tage später beendete er das 200.000 US-Dollar teure Event der Serie als Dritter und sicherte sich aufgrund eines Deals mit David Yan und Nacho Barbero knapp 2,8 Millionen US-Dollar.

### Preisgeldübersicht
Mit erspielten Preisgeldern von über 15 Millionen US-Dollar ist Jørstad der erfolgreichste norwegische Pokerspieler.
| Jahr   | Preisgeld (in $) | Turniersiege |
| ------ | ---------------- | ------------ |
| 2012   | 238              | 0            |
| 2013   | 350              | 0            |
| 2014   | 2.832            | 0            |
| 2015   | 1.819            | 0            |
| 2016   | 0                | 0            |
| 2017   | 31.477           | 0            |
| 2018   | 78.549           | 0            |
| 2019   | 37.046           | 0            |
| 2020   | 13.798           | 0            |
| 2021   | 0                | 0            |
| 2022   | 10.529.466       | 2            |
| 2023   | 4.346.589        | 1            |
| gesamt | 15.042.164       | 3            |

### Braceletübersicht
Jørstad kam bei der WSOP 36-mal ins Geld und gewann zwei Bracelets:
| Jahr | Buy-in (in $) | Turnier                                        | Teilnehmer | Preisgeld (in $)                      |
| ---- | ------------- | ---------------------------------------------- | ---------- | ------------------------------------- |
| 2022 | 01.000        | Tag Team No-Limit Hold’em                      | 0913       | 00.148.084geteilt mit Patrick Leonard |
| 2022 | 10.000        | Main Event No-Limit Hold’em World Championship | 8663       | 10.000.000                            |